# شجاع الدولة
جَلَالُ الدِّينِ حَيدَر أبُو المَنصُورِ خَان شُجَاعُ الدَّولَة خَان بَهَادُر بنُ مُحَمَّد مُقِيم صَفدَر جَنك بنِ جَعفَر بك سِيادَت خَان النَّيسَابُوري القره قويونلوي (بالهندستانية: جَلال الدِّین حَیدَر ابو المنصُور خان شُجاع الدَّولہ خان بہادُر بن مُحمَّد مُقیم صفدر جَنگ بن جعفَر بے سیادَت خان النَّیشاپُوری القره قویونلوی، وبالفارسية: جَلَالُ الدِّینِ حَیدَر ابُوالمَنصُور خَان شُجَاعُ الدَّولَه خَان بَهَادُر بنُ مُحمَّد مُقِیم صَفدَر جنگ بن جَعفَر بیگ سِیادَت خان النَّیشابوری القره قویونلوی) (22 رجب 1144هـ المُوافق فيه 19 كانون الثاني (يناير) 1732م - 25 ذو القعدة 1188هـ المُوافق فيه 26 كانون الثاني (يناير) 1775م) الشهير اختصارًا بِـ«شجاع الدولة»، هو نواب أوده الثالث وقد حكم البلاد من سنة 1167هـ المُوافقة لسنة 1754م إلى سنة 1188هـ المُوافقة لِسنة 1775م. كما تولَّى الوزارة العُظمى في دولة المغول الهنديَّة لِعقد ونصف من الزَّمن، قاد شجاع الدَّولة حملات عسكريَّة لصد التوسع البريطاني في جنوب آسيا وشارك في أكبر الحُروب والمعارك وأكثرها أهميَّة في تاريخ الهند.

## النشأة
ولد شجاع الدولة في 19 يناير 1732. هو ابن الوزير المغولي العظيم صفدر جنك الذي اختاره أحمد شاه بهادر. شجاع كان معروفًا منذ سن مبكرة بقدراته على تجميع مرؤوسيه فإن هذه المهارة ستجعله في النهاية يبرز باعتباره الوزير الأعظم الذي اختاره شاه علم الثاني.

## وصفه الجسماني
كان شجاع الدولة رجلاً عملاقًا. كان يبلغ طوله حوالي سبعة أقدام، وشواربه التي تظهر من وجهه مثل زوج من أجنحة النسر الممدودة، كان رجلاً يتمتع بقوة بدنية هائلة. بحلول عام 1763 كان قد تجاوز أوج حياته ولكنه كان قوياً بما يكفي لقطع رأس جاموس بضربة واحدة من سيفه. أو رفع اثنين من ضباطه واحد في كل يد.

## السلطة والحكم

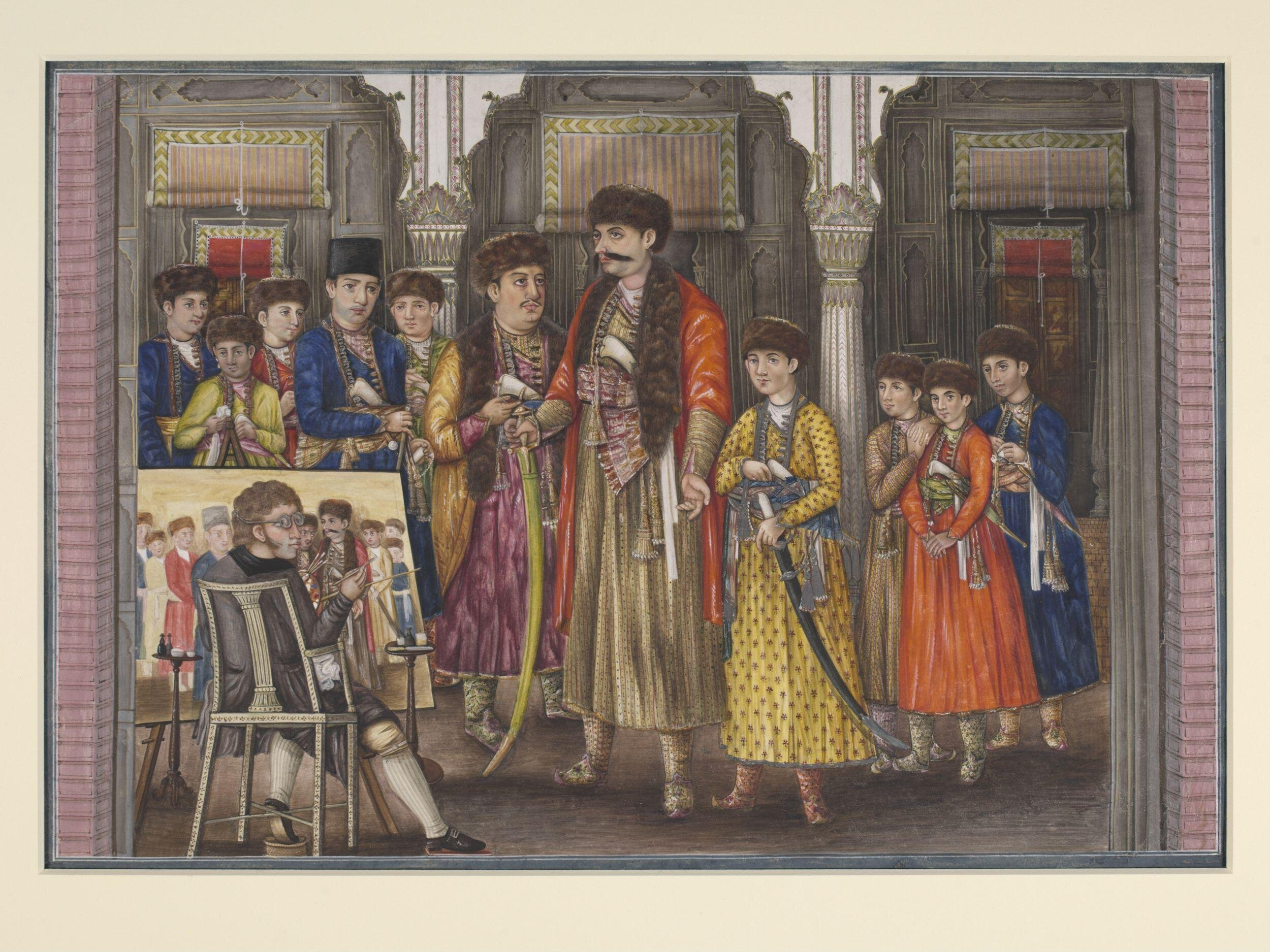
لوحة تظهر شجاع الدولة وأبنائه العشرة.

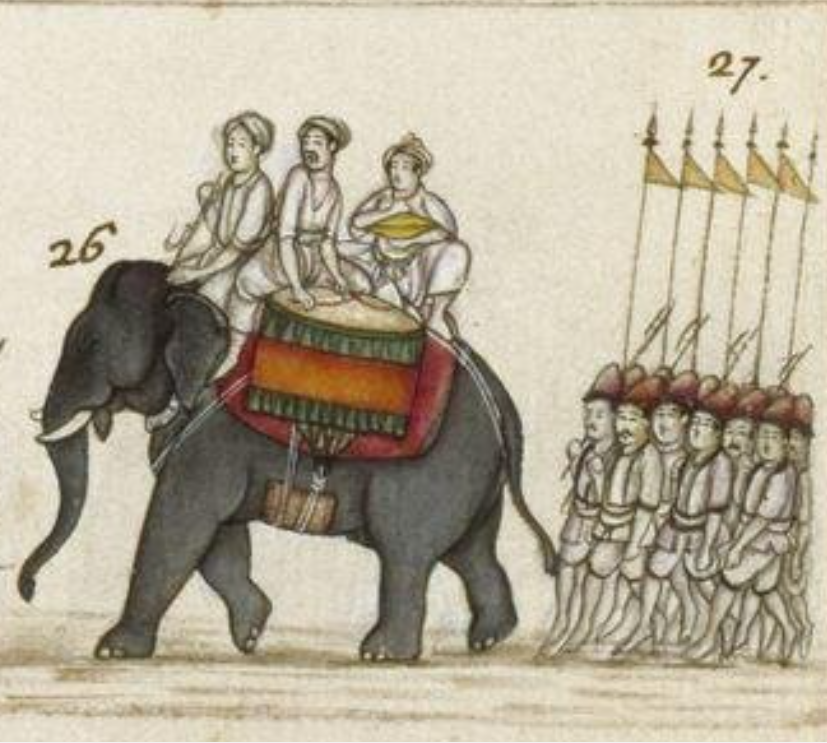
موكب محرم، فيض آباد عام 1722 ميلادية

في عام 1754 أصبح نواب أوده. أما في عام 1761 تم منح شجاع الدولة لقب وزير سلطنة مغول الهند. وبعد ذلك بفترة وجيزة، أصبح حاكمًا مستقلاً لـ أوده. قام في عام 1764 بشن حملة ضد البريطانيين في البنغال مع الامبراطور المغولي شاه علم الثاني والبنغالي نواب مير قاسم. ومع ذلك في معركة بوكسار ، هُزم جيش الحلفاء من قبل القوات الإنجليزية.

## أواخر حياته

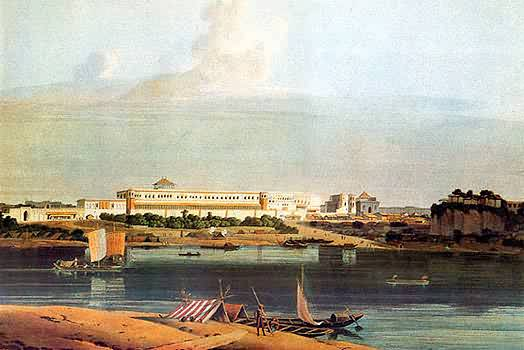
قصر شجاع الدولة في لكهنؤ

بحلول نهاية حياته، وقع شجاع الدولة في الاعتماد السياسي والمالي على شركة الهند الشرقية البريطانية. في عام 1773 اشترى نواب أوده مقاطعتي قورة والله أباد من وارين هاستينغز.

## موته وقبره

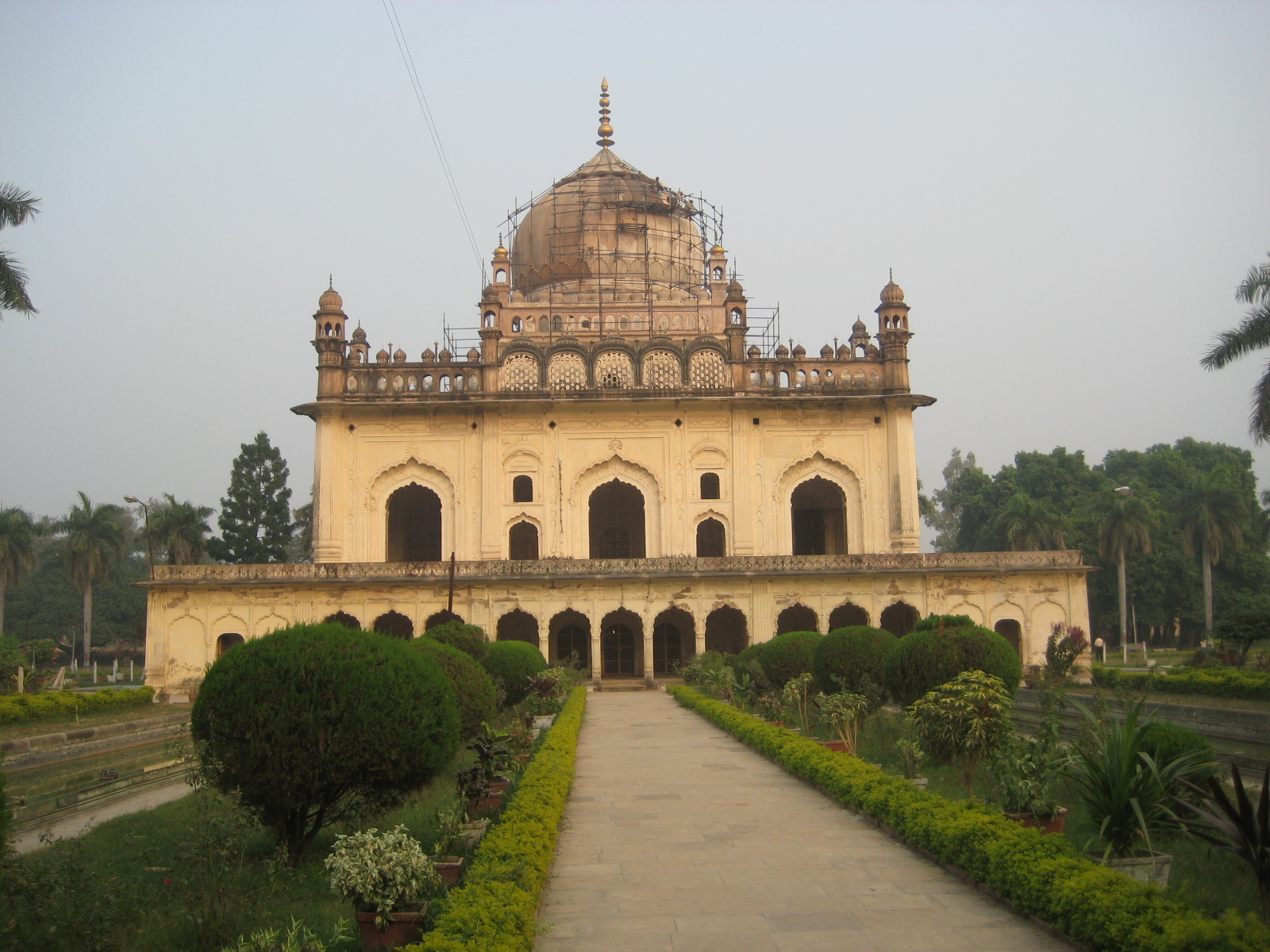
حديقة الورود (غلاب باري)، قبر شجاع الدولة في فيض آباد

توفي شجاع الدولة في 26 يناير 1775 في فيض آباد، عاصمة أوده آنذاك ودُفن في نفس المدينة. مكان دفنه هو قبر معروف باسم غلاب باري (حديقة الورود).